# Micropsectra bidentata
Micropsectra bidentata är en tvåvingeart som först beskrevs av Maurice Emile Marie Goetghebuer 1921.  Micropsectra bidentata ingår i släktet Micropsectra och familjen fjädermyggor. Arten är reproducerande i Sverige. Inga underarter finns listade i Catalogue of Life.